# گورستان مورتان ۵
قبرستان مورتان ۵ مربوط به سده‌های متاخر دوران‌های تاریخی پس از اسلام است و در شهرستان سرباز، بخش مرکزی، دهستان مورتان، ۳ کیلومتری شرق روستای حسن‌آباد واقع شده و این اثر در تاریخ ۲۷ اسفند ۱۳۸۷ با شمارهٔ ثبت ۲۶۴۹۴ به‌عنوان یکی از آثار ملی ایران به ثبت رسیده است.